# Ровное (Островский район)
Ровное — деревня в Шиковской волости Островского района Псковской области.
Расположена в 49 км к востоку от города Острова и в 5 км к северу от волостного центра, деревни Шики.
Численность населения деревни по состоянию на 2000 год составляла 9 человек.